# Конституция Арканзаса (1836)

Первая страница конституции 1836 года.

Конституция Арканзаса 1836 года стала первой конституцией штата Арканзас. Она была разработана конституционным конвентом, который собрался в январе 1836 года в Литл-Рок вопреки воле территориального губернатора Фултона. Она была ратифицирована Конгрессом США в 30 января того же года, а 15 июня президент Эндрю Джексон официально принят Арканзас в Союз в качестве 24-го штата.
Конституция 1836 года действовала до создания новой конституции в 1861 году.

## Создание конституции
В 1819 году была создана Территория Арканзас, а к началу 1830-х годов она достигла количества населения, позволяющего претендовать на статус штата. Но у политиков Арканзаса не было единства по этому вопросу. Одни утверждали, что статус штата обеспечит приток населения и экономическое развитие. Кроме того, это поможет протестовать против переселения в Арканзас индейцев чикасо. Противники нового статуса замечали, что в территориальный период администрацию оплачивает федеральный центр, а в независимом штате придётся вводить налоги на содержание правительства. Политики Арканзаса поддерживали президента Эндрю Джексона и полагали, что в статусе штата смогут помочь ему в борьбе с вигами. Кроме того, стало известно, что свободный штат Мичиган готовиться войти в Союз, и для сохранения баланса сил в Союз должен вступить рабовладельческий штат. 17 декабря 1834 года спикер территориальной палаты представителей Эмброуз Севир предложил Конгрессу США рассмотреть вопрос о присоединении Арканзаса.
Настроения в Арканзасе стали склоняться в пользу присоединения, но виги в Конгрессе выступили против предложения, стараясь оттянуть принятие Арканзаса и Мичигана, чтобы они не повлияли на исход выборов 1836 года. От обеих штатов потребовали провести уточняющую перепись населения. Мичиган, не получив санкции на создание конституции, начал создавать её по личной инициативе, и тогда Арканзас последовал его примеру. Губернатор Уильям Фултон сначала был против такой тактики, но уступил, когда узнал, что президент Джексон поддерживает эту идею. Перепись населения выявила, что в Арканзасе проживает 52 240 человек, что больше официального минимума, необходимого для статуса штата. Тогда легислатура предложила созвать конституционный конвент.
Конвент собрался в Литл-Рок в январе 1836 года. Делегатам надо было спешить, чтобы передать конституцию в Конгресс одновременно с Мичиганом, но всё равно у них начались разногласия по вопросу представительства: жители южных регионов старались различными мерами добиться большинства в легислатуре нового штата. Несмотря на это, первая конституция Арканзаса получилась довольно демократической.

### Статьи
- Cal Ledbetter Jr. The Constitution of 1836: A New Perspective (англ.) // The Arkansas Historical Quarterly. — Arkansas Historical Association, 1982. — Vol. 41, iss. 3. — P. 292-308. — doi:10.2307/40022489.
- Marie Cash. Arkansas Achieves Statehood (англ.) // The Arkansas Historical Quarterly. — Arkansas Historical Association, 1943. — Vol. 2, iss. 4. — P. 215-252. — doi:10.2307/40018776.